# Kesteven 79
Kesteven 79 is een supernovarest, op een afstand van ongeveer 23.000 lichtjaar, in het sterrenbeeld Arend. De supernovarest is 5000 tot 7000 jaar oud. Op de afbeelding is in het centrum is een kleine blauw stipje zichtbaar, een neutronenster. De naam verwijst naar een catalogus van radiobronnen uit 1968 van M.J.L. Kesteven.